# Sedlice (ort i Tjeckien, Mellersta Böhmen, lat 49,62, long 13,88)
Sedlice är en ort i Tjeckien.   Den ligger i regionen Mellersta Böhmen, i den centrala delen av landet, 60 km sydväst om huvudstaden Prag. Sedlice ligger 552 meter över havet och antalet invånare är 220.
Terrängen runt Sedlice är kuperad västerut, men österut är den platt. Runt Sedlice är det ganska tätbefolkat, med 120 invånare per kvadratkilometer. Närmaste större samhälle är Příbram, 12,0 km nordost om Sedlice. Trakten runt Sedlice består till största delen av jordbruksmark.